# Speoplanes giganteus
Genre
Espèce
Speoplanes giganteus est une espèce de coléoptères de la famille des Leiodidae, la seule du genre Speoplanes.

## Liste des sous-espèces
Selon Fauna Europaea :
- Speoplanes giganteus giganteus J. Müller, 1911
- Speoplanes giganteus biocovensis J. Müller, 1934